# Tautvydas Tamulevičius
Tautvydas Tamulevičius (* 30. Dezember 1987 in Alytus) ist ein litauischer   Innen-Politiker,  Vizeminister am Innenministerium Litauens.

## Leben
Nach dem Abitur 2006 am Gymnasium in seiner Heimatstadt Alytus absolvierte Tautvydas Tamulevičius 2009 das Berufsbachelor-Studium des Verwaltung-Managements am Kolleg Alytus, 2012  das Bachelorstudium der Journalistik  an der Universität Vilnius in der litauischen Hauptstadt Vilnius und 2012 das Bachelorstudium Werbung und Marketing-Kommunikation an der 	University of Bedfordshire in London (UK).
Von 2006 bis 2009 war er Reporter und Moderator der Radiostation FM99. Von 2012 bis 2013 absolvierte er ein Praktikum als Projektleiter bei der Investitionsagentur „Investuok Lietuvoje“ am Wirtschaftsministerium Litauens. Von 2013 bis 2015  arbeitete er als Kommunikationsspezialist beim Bildungsfonds Švietimo mainų paramos fondas. Von 2015 bis 2018 war er Vizebürgermeister der 	Stadtgemeinde Alytus. Vom August 2019 bis 2020 war er Vizeminister und Stellvertreter der Innenministerin Rita Tamašunienė im Kabinett Skvernelis.
Tamulevičius spricht englisch und russisch.

## Familie
Tautvydas Tamulevičius ist verheiratet und hat eine Tochter.